# Сафаров, Раджаб Саттарович
Раджаб Саттарович Сафаров (2 марта 1959 года, Душанбе, Таджикская ССР, СССР) — российский специалист в области российско-иранских отношений.

## Биография
В 1983 году окончил механико-математический факультет Московского университета им. М. В. Ломоносова. В 1989 году был избран первым председателем Московского общества таджикской культуры «Согдиана».
С 1994 года — Генеральный директор основанного им Института политики и бизнеса стран Центральной Азии. По его инициативе в 1997 г. создан Центр изучения современного Ирана, директором которого он стал в 1998 г.. Одновременно в 1997—2000 гг. — старший научный сотрудник Дипломатической академии МИД России; окончил указанную академию в 1999 г.
Генеральный директор российского информационного агентства «Iran news» (с 2001 г.) и российского информационного агентства «Russian news» (с 2003 г.).
В 2006—2009 годах — генеральный директор Российско-иранского делового совета при Торгово-промышленной палате России; с 2009 г. — председатель комиссии по Ирану Московской торгово-промышленной палаты.
С 2010 года является главным редактором журналов «Современный Иран» и «Деловой Иран».
С 1994 года — эксперт Государственной Думы РФ; с 1996 г. — член консультативно-политического Совета при Президенте РФ. В 2004−2007 гг. — главный советник межпарламентской российско-иранской рабочей группы в Государственной Думе РФ; в 20013—20014 и с 2021 г. — советник заместителя Председателя Государственной Думы Российской Федерации.
Владеет таджикским, украинским и русским языком.

## Научная деятельность
В 1991 году защитил кандидатскую диссертацию.
Сафаров Р. С. История математики Мавераннахра и Хорасана X—XI веков : (На прим. арифметики и геометрической алгебры) : Автореф. дис. … канд. ист. наук. — Душанбе, 1991. — 15 с.
Американский центр стратегических исследований «Very important politician» по итогам 1998 года назвал Р. С. Сафарова в числе первых ста политологов мира; в рейтинге экспертов по Ирану он занял 4-е место. В 1998 г. читал лекции в ведущих американских университетах; их посетили Г. Киссинджер, У. Перри, З. Бжезинский и другие известные политики и дипломаты.
Автор более 300 научных работ и публикаций по политической и экономической истории современного Ирана.